# Скаржинець Павло Олександрович
Скаржинець Павло Олександрович (24 липня 1960 — †27 лютого 1980) — радянський військовик, учасник афганської війни.

## Життєпис
Народився 24 липня 1960 у селі Людинь Дубровицького району в сім'ї колгоспників. Після закінчення середньої школи села Людинь навчався в Дубровицькому професійно — технічному училищі № 6 за професією «Столяр будівельний, тесляр». Працював на підприємстві ПМК-210.
Літом 1979 року був призваний до служби в лавах Радянської армії. Проходив службу в Демократичній республіці Афганістан у складі військової частини № 51932.
Загинув у бою 27 лютого 1980 року.

## Нагороди
- орден Червоної Зірки (посмертно)